# بلفو
بلفو (به فرانسوی: Belfaux) نام شهری است که در بخش سرین کانتون فریبورگ در کشور سوئیس واقع شده است. نام آلمانی سابق آن گومشن بود، اما این نام دیگر به صورت رسمی مورد استفاده قرار نمی‌گیرد. جمعیت این شهر در پایان سال ۲۰۱۸ بالغ بر ۳۲۸۱ نفر بوده است.

## تاریخ
بلفو برای اولین بار در نقشه‌های تهیه شده در قرن دوازدهم به نام بلوفاگو ذکر شده است. همچنین در سال ۱۲۲۹ از این شهر به نام آلمانی بلفوتسن نام برده شده است. در تاریخ معاصر این شهر تا اواسط قرن بیستم با نام آلمانی گومشن شناخته می‌شد ولی با تصویب دولت محلی کانتون فریبورگ این نام از شهر برداشته شد.